# 金乡县
金乡县，古稱东缗，是中国山东省济宁市所辖的一个县。总面积为885平方公里，历史上的昌邑县就在境内，曾是兖州的州治。唐武德四年（公元621年），是金州州治。

## 历史

### 夏朝
有缗国，系舜子季禧的封地，是当时汶、泗流域通向中原河流地区的咽喉。

### 秦朝
秦王政二十六年（公元前221年），秦始皇统一中国后，分全国为三十六个郡。缗邑即改名为东缗县（今金乡中东部，治所在今金乡县城），时东缗、昌邑（今金乡西北，治所在巨野县昌邑集）、爰戚（今嘉祥东南，治所在今嘉祥县阿城铺）三县鼎立，隶属于砀郡管辖。

### 西汉
汉高祖推行郡国制度，设州、郡、县三级政权，今金乡境仍为当时的东缗县地。初属梁国（国王彭越）的兖州山阳郡管辖。
汉武帝天汉四年四月（公元前97年），封子刘髆为昌邑王，十一年薨，葬于高平山。初在山北凿墓得白兔，以为不吉，更葬山南，凿而得金，故改名曰金乡山；建武元年（公元25年），改爰戚县为金乡县。

### 三国
行州郡县三级政区，东缗、昌邑、金乡三县仍然并存，均属兖州的山阳郡，昌邑城仍为山阳郡的郡级机关所在地。东汉、三国时期，东缗县城都在今金乡县城。

### 西晋
行郡国制，晋武帝泰始元年（公元265年），改山阳郡为高平国，仍以昌邑城为国都，金乡县隶属之。东缗县在西晋时期尽管没有出现，是属于更名，并未分置。此时，东缗县已改称南平郡。
东晋，金乡县曾改为郡，但为时不久，金乡被北魏占领，郡即被废。金乡置郡，仍在故城阿城铺，而不在今金乡治所。

### 南北朝
北魏时期，金乡县属兖州高平郡，刘宋、北齐、北周因之。在北魏和刘宋时期，昌邑、东缗两县均未再现，昌邑、东缗、金乡三县统一，自有史以来，这还是第一次。但这时的金乡县城仍在故城阿城铺。金乡县从故城阿城铺迁入今城址，应在北魏的末期。

### 隋朝
开皇十六年（公元596年），金乡县分置昌邑县。大業二年（公元606年），隋朝政区更动，罢州置郡，郡置太守，昌邑县复并入金乡县，金乡县归属济阴郡（郡治曹州，即今曹县西北）。

### 唐朝
武德元年（公元618年），金乡县属河南道兖州鲁郡管辖。武德四年（公元621年），金乡、方与（今鱼台县）置金州（州治于今县治所），金乡、方与两县隶属于金州。武德五年（公元622年），复置昌邑县，金州改称为戴州，今金乡县城既为县级机关所在地，又为戴州的州级机关驻地。武德八年（公元625年），昌邑县复并入金乡县。貞觀元年（公元627年），废除戴州，金乡县归属兖州鲁郡管辖。贞观四年（公元630年），建文峰塔，亦称光善寺塔。

### 五代
後周金乡县隶属济州（州治巨野）。金乡在隶属济州之前，是属于单州管辖。

### 宋朝
金乡县属京东西路济州济阳郡管辖。宋度宗咸淳元年（公元1265年），鱼台县并入金乡县，第二年复置鱼台县。

### 金朝
金乡县隶属山东西路济州管辖。

### 元朝
元顺帝至元二年（公元1336年）金乡县隶属济宁路。鱼台县并入金乡县。至元三年（公元1337年）复置鱼台县。

### 明朝
金乡县则属济宁府。洪武十八年（公元1385年），金乡县隶属山东布政使司兖州府。明神宗万历七年（公元1579年），知县杨楫初修县志。

### 清朝
顺治初年（公元1644年），金乡县为兖州府领地。康熙四十八年（公元1709年），知县沈渊奏准开挖东沟河，疏浚展宽万福河，引泄上游客水，除金乡积水。乾隆二十六年（公元1761年），建山阳书院。乾隆四十一年（公元1776年），金乡县从兖州府析出归属济宁直隶州。

### 民国时期
中华民国元年（1912年），属兖沂曹济道。
民国二年（1913年）改属岱南道。
民国三年（1914年）属济宁道。
民国十七年（1928年）直属山东省。
民国二十三年（1934年）属济宁行政督察区。
民国二十五年（1936年）属山东省第二行政督察区。
民国二十七年（1938年）属山东省第十一专区。
民国二十七年（1938年）5月，金乡县沦陷。日本侵略军操纵汉奸成立伪金乡县公署，属伪鲁西道。
民国二十九年（1940年），属伪兖济道。
民国二十九年（1940年）3月24日，金乡县抗日民主政府成立，金乡县属湖西专区。
民国三十年（1941年），西北部划归巨南五县联合办事处辖区。
民国三十一年（1942年），属晋冀鲁豫边区第二十一专区。
民国三十二年（1943年）6月，县西部、西北部地区与巨野县东南部地区合并建立金巨县。
民国三十二年（1943年）7月，城南地区与单县的东北及北部地区合并建立金曹县，二县同属晋冀鲁豫边区第二十一专区，金乡县抗日民主政府建制撤销。
民国三十三年（1944年）1月，原金乡县的东北部地区划归为金济鱼联合办事处的辖区（县级）。
民国三十三年（1944年）8月，晋冀鲁豫边区第二十一行政督察专署改称冀鲁豫第十一行政督察专员公署，金曹县、金巨县、金济鱼办事处均属之。
民国三十三年（1944年）10月，撤销金济鱼边区联合办事处。
民国三十四年（1945年）8月，日本投降，伪金乡县政权解体。
民国三十四年（1945年）9月，撤销金曹县，恢复金乡县建制，属冀鲁豫第三专区。
民国三十五年（1946年）2月，撤销金巨县，原金乡辖区划归金乡县。
民国三十五年（1946年），金乡县国民党政府随其部队返回县城，属国民党山东省第十一行政区。金乡县民主政府转移到农村活动。
民国三十六年（1947年）9月，重建金巨县，同属冀鲁豫第三专区。
民国三十七年（1948年）8月，国民党县政府溃逃，金乡解放。同年，撤销金巨县，金乡县恢复原建制，仍属冀鲁豫第三专区。

### 现代
1949年8月，属平原省湖西专区。
1952年11月，平原省撤销，随湖西专区归属山东省。
1953年7月，属济宁专区。
1956年2月，鱼台县并入。
1964年7月，鱼台县析出。
1967年2月，济宁专区改为济宁地区，属济宁地区。
1983年8月，撤销济宁地区，改建为地专级济宁市，金乡县属济宁市。

## 人口
根據第七次全国人口普查數據，截至2020年11月1日零時，金鄉縣常住人口為634144人。

## 行政区划
金乡县下辖4个街道办事处、9个镇：
金乡街道、高河街道、鱼山街道、王丕街道、羊山镇、胡集镇、霄云镇、鸡黍镇、司马镇、马庙镇、化雨镇、卜集镇和兴隆镇。

## 交通
- 105国道过境。

## 经济
金乡县的大蒜产业近年发展迅速，被称为“大蒜之乡”。

## 名人
- 王杰
- 赵慕鹤
- 檀道济
- 杨一辰
- 范式
- 秦士奇
- 韩炳宸
- 靳東